# Козловский, Александр Дмитриевич (актёр)
Козловский Александр Дмитриевич  (1892, Москва — 15 января 1940, Москва) — актёр и режиссёр Вахтанговского театра.

## Биография
Александр Дмитриевич Козловский родился в 1892 году.

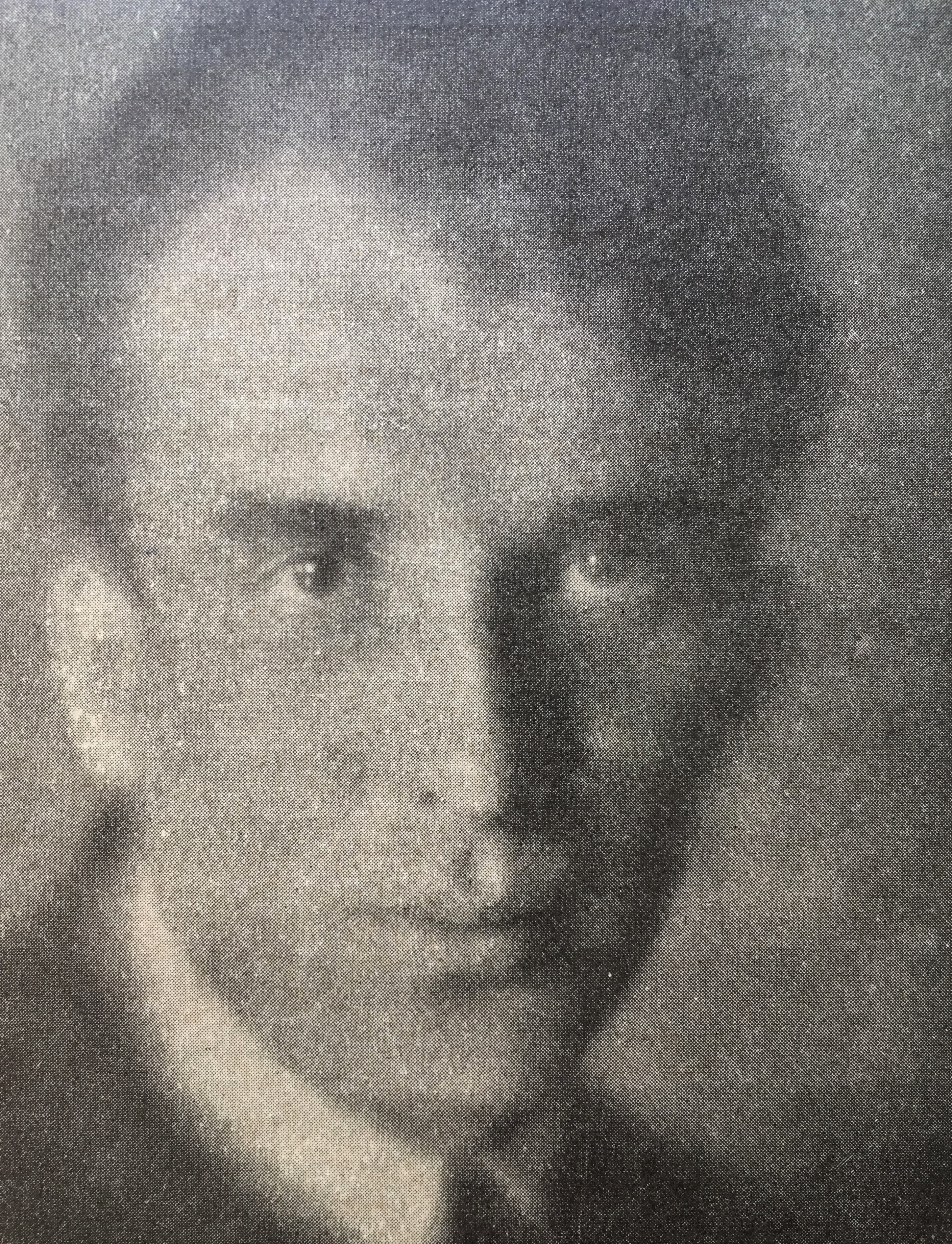
Александр Козловский, начало 1920-х годов.

Ученик Евгения Вахтангова (1915—1920), актер, режиссер, композитор.
Служил в Театре имени Евг. Вахтангова с 1920 по 1940 год. 
Преподавал в Вахтанговской школе.
Заместитель Председателя режиссерской секции ВТО.
С октября 1937 г. преподавал режиссуру на 5 курсе Режиссерского факультета ГИТИС.
Борис Щукин подарил Козловскому свою фотографию с надписью: 
Александру Дмитриевичу Козловскому. Очень дорогому моему приятелю, другу, внимательному ко мне и любимому, и уважаемому мною. Сериозному актёру и человеку на память.Борис Щукин. 1 октября 1926 г.
Жена — заслуженная артистка РСФСР Нина Иосифовна Сластенина.
Александр Дмитриевич Козловский ушел из жизни в 1940 году.
Похоронен на Новодевичьем кладбище в Москве.

## Роли в театре
- «Правда – хорошо, а счастье лучше» (Глеб Меркулыч, 1923)
- «Комедии Мериме» (Антонио, 1924)
- «Зойкина квартира» (Обольянинов, 1926)
- «Барсуки» (Стафеев, 1927)
- «Разлом» (Успенский, 1927)
- «Авангард» (Григорий, 1930)
- «Сенсация» (Пинкус, 1930)
- «Темп» (1930)
- «Гамлет» (Горацио, 1933)
- «Трус» (1936)
- «Без вины виноватые» (Муров, 1937).

Сорежиссёр спектаклей «Заговор чувств», «Егор Булычов и другие», "Интервенция".
Постановщик спектакля «Человеческая комедия» Бальзака.
Последняя работа - "Мера за меру" Шекспира. 
Соавтор (Николая Сизова) музыки к «Принцессе Турандот».

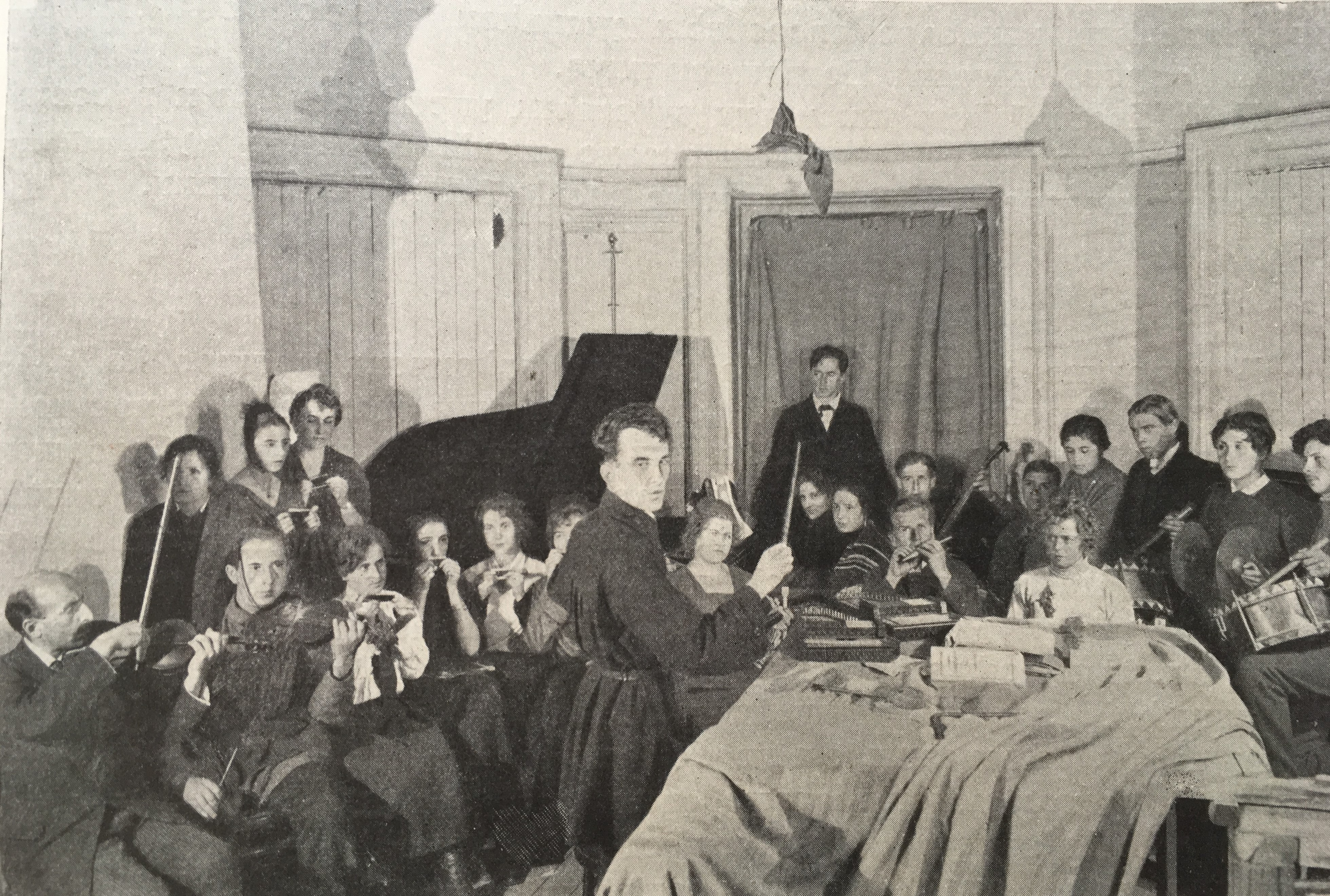
Во главе первого оркестра Третьей студии М.Х.Т.